# Northumbria

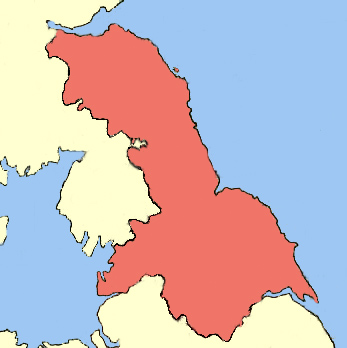
Ungefärliga gränser för Northumbria omkring år 800.

Northumbria var ett anglosaxiskt kungadöme från 654 till början av 900-talet i vad som nu är norra England och sydöstra Skottland. Namnet har uppstått ur det förhållande att riket låg norr om floden Humber.

## Historia
Landet bildades genom att rikena Deira och Bernicia förenades av Ethelfrid, kung av Bernicia, omkring år 604. Vid ett slag vid floden Idle år 616 blev han dödad av kung Raedwald av East Anglia som satte Edwin son till Aella, en tidigare kung över Deira, på tronen.
Edwin konverterade till kristendomen 627 och blev den av kungarna i England som var mäktigast. Han erövrade ön Isle of Man och Gwynedd i norra Wales. I ett slag mot kungen av Mercia och Gwynedds exilkung år 633 förlorade han dock. Efter hans död splittrades riket åter upp i Bernicia och Deira, en delning som dock bara varade i ett år eftersom de bägge kungarna blev dödade.
Efter att Oswald av Northumbria, son till Ethelfrid, blev kung 634 slog han, med hjälp av en skotsk styrka, Cadwallon, Mercias kung, vid slaget vid Heavenfield. Under Oswald byggdes klostret vid Lindisfarne, troligen efter förebild från klostret vid Iona som låg i Dalriada, ett skotskt kungadöme.
Oswald dog 642 vid slaget vid Maserfield mot kung Penda av Mercia. Kriget mellan Northumbria och Mercia fortsatte och år 655 anföll Penda igen, men Oswiu, en bror till Oswald, som blev kung efter hans död, vann slaget vid Winwaed där Penda dödades. Genom den segern kunde Northumbria ta över Mercia.
De behöll, med undantag för en period i slutet av 650-talet, makten över Mercia fram till 685 då pikterna anföll och vann vid Nechtansmere.
Efter slaget minskade Northumbrias maktställning och efter vikingarnas ankomst kom enbart de nordligare delarna att behålla sin självständighet.

## Kungar av Northumbria
| Regeringstid | Namn                    | Levnadstid     |
| ------------ | ----------------------- | -------------- |
| 604-616      | Ethelfrid               | - omkring 616  |
| 616-633      | Edwin                   | o. 584-632/633 |
| 633-634      | Osric och Eanfrith      |                |
| 634-642      | Oswald                  | ca 604-641/642 |
| 642-670      | Oswiu                   | o.612-670      |
| 671 - 685    | Ecgfrith av Northumbria | 645-685        |
| 685-704      | Aldfrith                | -704           |
| 704-705      | Eadwulf I               |                |
| 705 - 716    | Osred                   |                |
| 716 - 718    | Cenred                  |                |
| 718-729      | Osric                   |                |
| 729-737      | Ceolwulf                |                |
| 737-758      | Eadberht                |                |
| 758-759      | Oswulf                  |                |
| 759-765      | Aethelwald              |                |
| 765-774      | Alhred                  |                |
| 774-779      | Aethelred I             |                |
| 779-788      | Aelfwald                |                |
| 788-790      | Osred II                |                |
| 790-796      | Aethelred I             |                |
| 796          | Osbald                  |                |
| 796-808      | Eardwulf                |                |
| 808          | Aelfwald                |                |
| 808-809      | Eardwulf                |                |
| 809-841      | Eanred                  |                |
| 841-844      | Aethelred II            |                |
| 844          | Redwulf                 |                |
| 844-848      | Aethelred II            |                |
| 848-866      | Osbert                  |                |
| 866-867      | Aelle                   |                |
| 867-873      | Egbert I                |                |
| 873-876      | Ricsige                 |                |
| 876-878      | Egbert II               |                |
| 878-913      | Eadwulf                 |                |
| 913-927      | Aldred                  |                |